# ماساتو ساكوراي
ماساتو ساكوراي (باليابانية: 桜井 正人) (25 سبتمبر 1986 في إيباراكي في اليابان – )؛ هو لاعب كرة قدم ياباني سابق كان يلعب كمهاجم.

## وصلات خارجية
- ماساتو ساكوراي على موقع رابطة كرة القدم اليابانية للمحترفين (اليابانية)
- ماساتو ساكوراي على موقع Soccerway.com (الإنجليزية)